# Quadrangle de Themis Regio
Le quadrangle de Themis Regio (littéralement :  quadrangle de la région de Thémis), aussi identifié par le code USGS V-53, est une région cartographique en quadrangle sur Vénus. Elle est définie par des latitudes comprises entre 25° et 50° S et des longitudes comprises entre 270° et 300° E,. Il tire son nom de la région de Thémis.

## Coronæ
- Ama Corona
- Anjea Corona
- Durga Corona
- Erigone Corona
- Gertjon Corona
- Hutash Corona
- Ikas Coronae
- Latta Corona
- Lilwani Corona
- Navolga Corona
- Nzambi Corona
- Obiemi Corona
- Orbona Corona
- Partula Corona
- Parvati Corona
- Rigatona Corona
- Santa Corona
- Semiramus Corona
- Shiwanokia Corona
- Shulamite Corona
- Tacoma Corona
- Tamiyo Corona
- Ukemochi Corona
- Zywie Corona